# Die Sirene (2023)
Die Sirene (Originaltitel: La Sirène, englischer Festivaltitel The Siren) ist ein französisch-deutsch-luxemburgisch-belgischer Animationsfilm unter der Regie von Sepideh Farsi aus dem Jahr 2023. Der Film feierte am 16. Februar 2023 auf der Berlinale seine Weltpremiere in der Sektion Panorama.

## Handlung
Ein irakischer Raketenangriff löst 1980 in der iranischen Ölmetropole Abadan chaotische Zustände aus, die Stadt wird eingekesselt. Der 14-jährige Omer lebt mit seinem Großvater in der Stadt und wartet auf seinen Bruder, der an der Front kämpft. Der Junge begibt sich auf die Suche nach ihm und trifft dabei ungewöhnliche Menschen, die gute Gründe haben, in der Stadt zu bleiben. Darunter sind eine berühmte Diva und ihre Tochter Pari, in die sich Omer verliebt. Die Situation verschlimmert sich, und Omer sucht nach Fluchtmöglichkeiten. Er entdeckt ein altes Boot in traditioneller Bauweise und hofft, damit die retten zu können, die er liebt.

## Produktion

### Filmstab
Regie führte die in Teheran geborene Regisseurin von Dokumentar- und Kurzfilmen Sepideh Farsi. Das Drehbuch stammt von Djavad Djavahery, grafischer Direktor war Zaven Najjar.

### Produktion und Förderungen
Die Arbeit an dem Film begann bereits 2018.
An der Produktion waren von französischer Seite Sébastien Onomo für Les Films d’Ici beteiligt, aus Belgien Lunanime Filmproductie, BAC Cinéma aus Luxemburg sowie der Saarländische Rundfunk, das Trickstudio Lutterbeck GmbH und Arte.
Das Budget betrug 3,7 Millionen Euro. Förderungen kamen unter anderem 2018 von der Medien- und Filmgesellschaft Baden-Württemberg in Höhe von 150. 000 Euro und Film Paris Region in Höhe von 166. 000 Euro sowie 2019 von der Deutsch-Französischen Förderkommission in Höhe von 400. 000 Euro und der Film- und Medienstiftung NRW 200. 000 Euro.

### Dreharbeiten und Veröffentlichung
Gedreht wurde in Baden-Württemberg, im Grand Est und im Pays de la Loire.
Der Film feierte am 16. Februar 2023 auf der Berlinale seine Weltpremiere in der Sektion Panorama.
Als internationaler Verleih wurde BAC Films International ausgewählt.

## Auszeichnungen und Nominierungen
- 2022: Festival d’Animation Annecy[6]

Die Deutsche Film- und Medienbewertung (FBW) hat dem Film das Prädikat „besonders wertvoll“ verliehen. Die Jury hebt die Erzählweise vom Iran-Irak-Krieg als Verdienst des Films heraus: "Als europäische Koproduktion steht diese eher französische Emigrationsgeschichte auch stellvertretend für eine neue Generation, die Erinnerungen, familiäre Wurzeln und ihre Herkunft aus den Kriegsregionen mitbringt und in unsere Gegenwart einspeist."